# Henri XIII Reuss
Pour les articles homonymes, voir Henri XIII.
Henri XIII, prince Reuss (en allemand : Heinrich XIII. Prinz Reuß, [ˈhaɪnʁɪç deːɐ̯ ˈdʁaɪ̯ˌt͡seːntə pʁɪnt͡s ʁɔɪ̯s]), né le 4 décembre 1951 à Büdingen, est un aristocrate allemand issu d'une ancienne famille souveraine de la noblesse allemande, homme d'affaires et militant d'extrême droite.
Il est arrêté par la police fédérale allemande en décembre 2022 en raison de son rôle majeur présumé dans le projet de coup d'État contre l'État allemand,.

## Biographie

### Enfance et ascendance
Henri XIII né à Büdingen en 1951, est le quatrième des cinq fils et l'avant-dernier des six enfants de Henri Ier, prince Reuss de Köstritz (1910-1982) et de Woizlawa Feodora, duchesse de Mecklembourg-Schwerin (1918-2019), mariés en 1939,,.

### Carrière professionnelle
Henri XIII a travaillé comme promoteur immobilier, exploitant une société appelée Büro Prinz Reuss à Francfort-sur-le-Main ; il a également produit du vin mousseux.

### Vie privée
Henri XIII épouse le 1er août 1989 Susan Doukht Jaladi, née à Téhéran le 14 avril 1956, dont il divorce, après avoir eu deux enfants :
- Elena, née à Francfort-sur-le-Main le 9 décembre 1989 ;
- Henri XXVIII, né à Francfort-sur-le-Main le 22 mai 1991.

Sa tentative de putsch a mis au jour sa relation une femme russe prénommée Vitalia, âgée de 39 ans au moment de leur arrestation.

## Implication dans le projet de coup d'État allemand de 2022

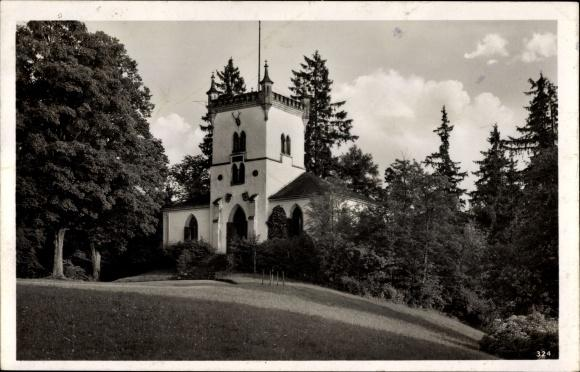
Le pavillon de chasse, en Thuringe, appartenant à Reuss où des armes aurait été stockées, lieu des réunions concernant le coup d'État.

Le 7 décembre 2022, Reuss est arrêté à son domicile dans le Westend de Francfort, lors d'une vaste série de raids de la police allemande à l'encontre de conspirateurs d'extrême droite, présumés responsable d'un coup d'État planifié. Selon la police, les conspirateurs du coup d'État, dont l'ancienne membre du Bundestag Birgit Malsack-Winkemann, sont des partisans du mouvement Reichsbürger qui espèrent installer Reuss, âgé de 71 ans, à la tête de l'État,. Le domaine de Reuss en Thuringe serait le site de stocks d'armes et de réunions concernant le complot,.
Le 29 avril 2024, Reuss, ainsi que huit autres membres présumés, comparait devant la justice à Stuttgart, en Allemagne, pour un projet de coup d'État. Une cinquantaine de jours d'audience est prévue.